# Univerza Floride
Univeza Floride (izvirno angleško University of Florida, običajne okrajšave Florida, UF ali U of F) je ameriška javna raziskovalna univerza v Gainesvilleu na Floridi. Zgodovina univerze seže v leto 1853, univerza na sedanjem mestu deluje neprestano od septembra 1905. Univerza Floride je na 17. mestu ameriških nacionalnih univerz v letu 2013 po rangiranju revije U.S. News & World Report. Po šanghajski lestvici se redno uvršča med 100 svetovnih univerz (leta 2011 – 72. mesto). Univerzo so v knjigi The Public Ivies: America's Flagship Public Universities opisali kot Javno Ivy (Public Ivy), torej približek prestižnim zasebnim univerzam iz združenja Ivy League.